# Kückenmühler Anstalten

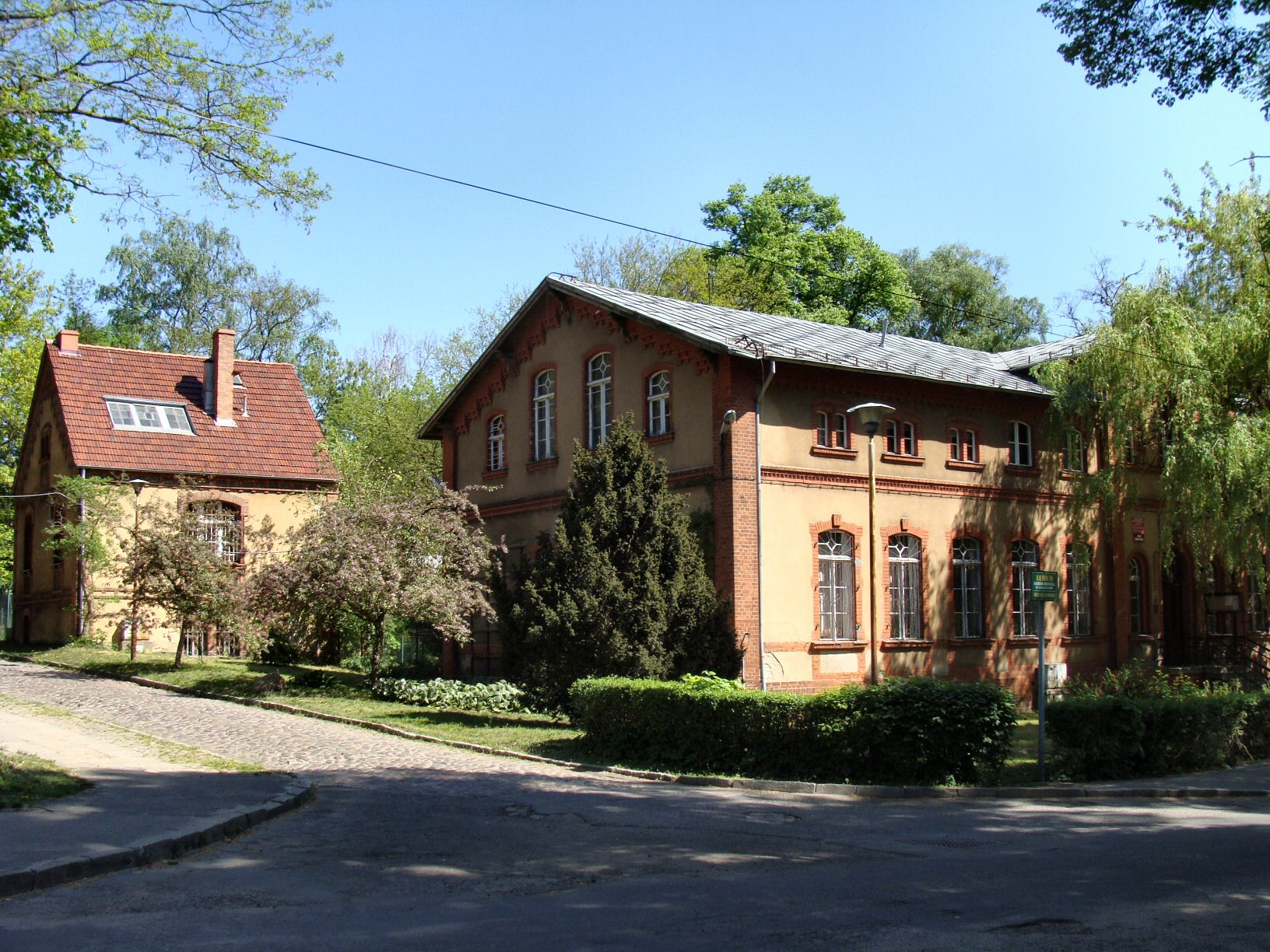
Teile des denkmalgeschützten Gebäudeensembles Kückenmühle

Die Kückenmühler Anstalten um 1900

Die Kückenmühler Anstalten, oft einfach die Kückenmühle genannt, waren von 1863 bis 1940 eine diakonische Einrichtung in Nemitz bei und später in Stettin in Pommern.

## Geschichte
Der Name Kückenmühle geht auf eine Wassermühle bei dem im Jahr 1900 eingemeindeten Dorf Nemitz bei Stettin zurück. Gustav Jahn, der Vorsteher der Züllchower Anstalten, erwarb die Mühle samt einem Stall und dem 14 Morgen großen Grundstück im Jahr 1863. Er hatte seit 1860 Spenden für die Gründung einer „Anstalt für Schwachsinnige“ als Einrichtung der Inneren Mission gesammelt.
Am 14. Oktober 1863 wurde feierlich der Betrieb in dem umgebauten und erweiterten Gebäude mit zunächst 3 Zöglingen und 5 Betreuern aufgenommen. Erster Leiter der Anstalt war Pastor Wilhelm Bernhard (1843–1908). Nach 25 Jahren waren es 238 Zöglinge und 60 Betreuer.
Auch das preußische Zwangserziehungsgesetz von 1878 hatte mit der Heimeinweisung verwahrloster Kinder unter 12 Jahren und von jugendlichen Straftätern den Anstalten zusätzliche Insassen gebracht.
Die Bewohner wurden wie an einer „guten Volksschule“ unterrichtet und in Ackerbau und Viehzucht sowie einer Baumschule beschäftigt.
Bis 1909 waren das Grundstück vergrößert und die Einrichtung nutzte 75 Gebäude. 1100 Bewohner wurden von 200 Mitarbeitern betreut. Die Züllchower Anstalten betrieben in der Nähe auch eine Anstalt für Epileptiker (Tabor, seit 1882), die 1891 mit der Kückenmühle zusammengelegt wurde. 1883 entstand das Diakonissenmutterhaus der Kückenmühler Anstalten sowie später in Stettin eine „Krüppelanstalt“ (Bethesda, seit 1908).
Die Einrichtungen durften bis 1915 keine „echten Geisteskranken“ aufnehmen. Im Jahre 1923 bezog das Predigerseminar Dembowalonka, das 1921 seinen Sitz im Herrenhaus zu Dębowa Łąka (Kulmerland) hatte aufgegeben müssen, mit Etappe im Johannesstift (Berlin) Räume der Anstalten, wo es als Predigerseminar Stettin-Kückenmühle unter Direktor Martin Albertz (1922 bis 1928 in diesem Amt) bis 1940 bestand.
Die Anstalten der Inneren Mission waren als Wirtschaftsunternehmen organisiert und zu ihrer Finanzierung auf Pflegegebühren und Spenden angewiesen.
Als Folge der Weltwirtschaftskrise wurden die Züllchower Anstalten im Jahr 1931 insolvent. Die Tochtergesellschaft Kückenmühler Anstalten übernahm die Einrichtungen. 1932 wurde auch das Züllchower Brüderhaus nach Kückenmühle verlegt.
Auf Grund des Gesetzes zur Verhütung erbkranken Nachwuchses aus dem Jahr 1933 wurden die Bewohner der Kückenmühler Anstalten zwangssterilisiert, was der Anstaltsleiter als „notwendige und heilsame Maßnahme“ begrüßte.
Im Jahr 1938 hatten die Kückenmühler Anstalten etwa 1500 Insassen und waren die größte diakonische Einrichtung Pommerns. Am 24. April 1940 ordnete Gauleiter Schwede-Coburg die Räumung binnen drei Monaten an, die innerhalb von vier Wochen vollzogen wurde. Die meisten der körperlich oder geistig behinderten Bewohner wurden in andere Anstalten transportiert und später in der Aktion T4 ermordet. Am 4. Dezember 1940 verfügte das Reichsinnenministerium die endgültige Auflösung der Kückenmühler Anstalten.
W. Liesenhoff und G. Janczikowsky initiieren 1945 den Neubeginn der diakonischen Arbeit in der Evangelischen Kirchengemeinde Züssow. Damit wurde die inhaltliche Arbeit in der Tradition der Kückenmühler Anstalten fortgesetzt.
Bereits 1950–1952 begann die Einweihung der ersten Gebäude der Züssower Diakonie-Anstalten, die Anlagen wurden bis nach 1990 ständig erweitert und modernisiert. Nach 1990 wurde die Arbeit unter dem Namen „Pommerscher Diakonie Verein Züssow e.V.“ weiter geführt.

## Denkmalschutz
Die Gebäude der Züllchower Anstalten und von Bethesda wurden 1944 bei Luftangriffen zerstört. Die Gebäude und Anlagen in Kückenmühle blieben im Wesentlichen erhalten. Sie sind unter der Nummer 1035 als denkmalgeschütztes Objekt in der Datenbank der Woiwodschaft Westpommern eingetragen.

## Zitate
„Kückenmühle, Idiotenanstalt, s. Nemitz.“

„Du bist verrückt mein Kind, 

du kommst nach Kückenmühl, 

wo die Verrückten sind, 

da musst du hinziehn. (Alter Kinderreim aus Pommern)“